# پانادورا
پانادورا (به لاتین: Panadura) یک منطقهٔ مسکونی در سری‌لانکا است که در استان غربی، سری‌لانکا واقع شده‌است.

## خصوصیات
پانادورا ۱۸۱٬۷۲۴ نفر جمعیت دارد.